# Fayray
Fayray（フェイレイ、1976年4月18日 - ）は、日本の歌手、シンガーソングライター。本名、大橋 美奈子（おおはし みなこ）。東京都出身。血液型はA型。姉はタレントの木夏リオ。青山純の配偶者は遠戚にあたる。

## 来歴
3姉妹の二女。4歳からクラシックピアノを始める。その後幼少期を過ごしたアメリカで触れた1970年代や1980年代の音楽や両親が好んで聴いた楽曲に多大な影響を受けた。10歳頃に帰国。当時は日本語がわからず、谷川俊太郎の詩で日本語を勉強したという。高校時代から芸能活動をしていたが、これについて担任との三者面談では親とともに「芸能活動をしながらでも立教ぐらい合格してみせますよ」と言い放ち、実際に立教大学に進学する事となる。
頌栄女子学院中学校・高等学校、立教大学社会学部産業関係学科（斎藤精一郎ゼミ）卒業。在学中の1995年にミス立教に選ばれ、「上岡龍太郎がズバリ!」のミスキャンパス50人の回に大石恵らとともに出演し、スタジオの男子学生による人気投票で上位5人に選ばれ、レオタード姿にもなった（最終的な人気1位は後にTBSのアナウンサーになる豊田綾乃）。
Fayrayを発掘したのは、当時吉本興業東京支社（現・本社）責任者で、元吉本興業ホールディングス代表取締役会長の大﨑洋。芸名も大﨑が付けており、由来は映画「キングコング」のヒロイン、フェイ・レイから取られた（ただし、表記に関しては、女優のフェイ・レイのスペルはFay Wrayであり異なる）。
1996年、NHK BS2「ASIAライブ」の番組内にて、アジア各国からさまざまな国籍のメンバーで結成された5人組（後に7人組）ユニットNEXT5（後にNEXT7）の大橋美奈子（後にMINAKO）としてシングル「Get myself」（エピックレコードジャパン）でCDデビュー。活動期間は約1年だった。
その後1997年5月から7月にかけて、スペースシャワーTV「MUSIC BOX-音楽玉手箱-」の番組内にて、大橋美奈子（当時、UAなどを手がけていた朝本浩文プロデュース）で1997年秋頃デビュー予定と、Chocolat、中村亜紀（元大阪パフォーマンスドール）と共にエピックレコードジャパン - NeOSITE DISCSレーベルの新人アーティストの一人として紹介されたが、結局CD発売はされなかった（他の2人は発売された）。番組内で紹介された「ささやかな永遠」「Give me,take me」「Monochrome」の3曲はプロモーション映像まで制作されたが現在、未発売のままになっている。
1998年7月29日、Fayray名義で浅倉大介プロデュースのシングル「太陽のグラヴィティー」で正式にソロ・デビュー。
1999年、1stアルバム『CRAVING』を発売。このアルバムでは、当時同じ浅倉プロデュースであったT.M.Revolutionの「アンタッチャブルGirls」をカバーしており、逆にT.M.Rもthe end of genesis T.M.R. evolution turbo type Dとして活動していた時期に、ライブでFayrayの「太陽のグラヴィティー」をカバーしている。
1999年の5thシングル「Same night, Same face」のカップリング曲からシンガーソングライターに転向、作詞作曲を含めたセルフプロデュース作品を発表し始める（タイトル曲でのセルフプロデュースは6thシングル「MY EYES」から）。「tears」「Baby if,」などのヒット曲を生み出し、中でも「tears」はカラオケでよく歌われる曲として女性から支持を集める。
2006年6月からニューヨークに在住、自分の理想とする音楽を追求する活動を行っている。
愛犬はTaffy（ラブラドール・レトリバー）、May（ミニチュア・シュナウザー）。
現在は、プロデューサー兼エンジニアのRusty Santosが結成したユニット「The Present」に参加。Mina Ohashi名義で音楽活動を続けている。

## ディスコグラフィ

### シングル
| #  | タイトル                  | 作詞   | 作曲       | 編曲     |
| -- | ------------------------- | ------ | ---------- | -------- |
| 1. | 「Get myself」            | 真間稜 | Mark Davis | 吉澤瑛師 |
| 2. | 「Get myself (カラオケ)」 |        | Mark Davis | 吉澤瑛師 |

| #  | タイトル            | 作詞 | 作曲 | 編曲 |
| -- | ------------------- | ---- | ---- | ---- |
| 1. | 「ささやかな永遠」  | ？   | ？   | ？   |
| 2. | 「Give me,Take me」 | ？   | ？   | ？   |
| 3. | 「Monochrome」      | ？   | ？   | ？   |

| #  | タイトル                                          | 作詞     | 作曲     | 編曲     |
| -- | ------------------------------------------------- | -------- | -------- | -------- |
| 1. | 「太陽のグラヴィティー」                          | 井上秋緒 | 浅倉大介 | 浅倉大介 |
| 2. | 「太陽のグラヴィティー (HOT CHILI NACHOS MIX)」   | 井上秋緒 | 浅倉大介 | 浅倉大介 |
| 3. | 「太陽のグラヴィティー (SP - 1200 MIX)」          | 井上秋緒 | 浅倉大介 | 森俊彦   |
| 4. | 「太陽のグラヴィティー (original backing track)」 |          | 浅倉大介 | 浅倉大介 |

| #  | タイトル                                           | 作詞     | 作曲     | 編曲                             |
| -- | -------------------------------------------------- | -------- | -------- | -------------------------------- |
| 1. | 「YURA・YURA～Vibration」                          | 井上秋緒 | 浅倉大介 | 浅倉大介 数原晋 (ブラスアレンジ) |
| 2. | 「NEON TETRA」                                     | 井上秋緒 | 浅倉大介 | 浅倉大介                         |
| 3. | 「YURA・YURA～Vibration (original backing track)」 |          | 浅倉大介 | 浅倉大介                         |

| #  | タイトル                                 | 作詞     | 作曲     | 編曲     |
| -- | ---------------------------------------- | -------- | -------- | -------- |
| 1. | 「Powder Veil」                          | 井上秋緒 | 浅倉大介 | 浅倉大介 |
| 2. | 「Powder Veil (sangria mix)」            | 井上秋緒 | 浅倉大介 | 浅倉大介 |
| 3. | 「Powder Veil (original backing track)」 |          | 浅倉大介 | 浅倉大介 |
| 4. | 「Powder Veil (ayumi obinata mix)」      | 井上秋緒 | 浅倉大介 | 小日向歩 |

| #  | タイトル                                   | 作詞     | 作曲     | 編曲     |
| -- | ------------------------------------------ | -------- | -------- | -------- |
| 1. | 「Daydream Café」                          | 井上秋緒 | 浅倉大介 | 浅倉大介 |
| 2. | 「Daydream Café (Nightdream Mix by Y・F)」 | 井上秋緒 | 浅倉大介 | 福田裕彦 |
| 3. | 「Daydream Café (original backing track)」 |          | 浅倉大介 | 浅倉大介 |

| #  | タイトル                  | 作詞     | 作曲     | 編曲     |
| -- | ------------------------- | -------- | -------- | -------- |
| 1. | 「Same night, Same face」 | 井上秋緒 | 浅倉大介 | 浅倉大介 |
| 2. | 「No, never」             | Fayray   | Fayray   | 野崎貴郎 |
| 3. | 「その愛のかたち」        | Fayray   | Fayray   | 野崎貴郎 |

| #  | タイトル                          | 作詞   | 作曲   | 編曲     |
| -- | --------------------------------- | ------ | ------ | -------- |
| 1. | 「MY EYES」                       | Fayray | Fayray | 野崎貴郎 |
| 2. | 「MY EYES -Break through ver-」   | Fayray | Fayray | 野崎貴郎 |
| 3. | 「MY EYES -catch me if you can-」 | Fayray | Fayray | 野崎貴郎 |
| 4. | 「MY EYES -Instrumental-」        |        | Fayray | 野崎貴郎 |

| #  | タイトル                  | 作詞   | 作曲   | 編曲                |
| -- | ------------------------- | ------ | ------ | ------------------- |
| 1. | 「tears」                 | Fayray | Fayray | 野崎貴郎            |
| 2. | 「If,I」                  | Fayray | Fayray | 五十嵐宏治          |
| 3. | 「tears -Piano Version-」 |        | Fayray | Fayray (ピアノ演奏) |

| #  | タイトル                                              | 作詞       | 作曲    | 編曲     |
| -- | ----------------------------------------------------- | ---------- | ------- | -------- |
| 1. | 「I'll save you」                                     | Fayray     | Fayray  | 佐橋佳幸 |
| 2. | 「US」                                                | Fayray     | Fayray  | 佐橋佳幸 |
| 3. | 「LA VIE EN ROSE (バラ色の人生)」(Edith Piafのカバー) | Edith Piaf | Louiguy | 佐橋佳幸 |

| #  | タイトル                                         | 作詞           | 作曲       | 編曲     |
| -- | ------------------------------------------------ | -------------- | ---------- | -------- |
| 1. | 「Baby if,」                                     | Fayray         | Fayray     | 佐橋佳幸 |
| 2. | 「Big Spender」(Shirley Basseyのカバー)          | Dorothy Fields | Cy Coleman | 山本拓夫 |
| 3. | 「Baby if, (Toshihiko Mori "Down To Step" Mix)」 | Fayray         | Fayray     | 森俊彦   |

| #  | タイトル                             | 作詞                                                      | 作曲                                                      | 編曲     |
| -- | ------------------------------------ | --------------------------------------------------------- | --------------------------------------------------------- | -------- |
| 1. | 「Over」                             | Fayray                                                    | Fayray                                                    | 佐橋佳幸 |
| 2. | 「I Touch Myself」(Divinylsのカバー) | Billy Steinberg Tom Kelly Mark McEntee Christina Amphlett | Billy Steinberg Tom Kelly Mark McEntee Christina Amphlett | 佐橋佳幸 |

| #  | タイトル                                        | 作詞                                          | 作曲                                          | 編曲     |
| -- | ----------------------------------------------- | --------------------------------------------- | --------------------------------------------- | -------- |
| 1. | 「Remember」                                    | Fayray                                        | Fayray                                        | 春川仁志 |
| 2. | 「Private Eyes」(Daryl Hall&John Oatesのカバー) | Daryl Hall Warren Pash Sara Allen Janna Allen | Daryl Hall Warren Pash Sara Allen Janna Allen | 春川仁志 |

| #  | タイトル                                     | 作詞         | 作曲         | 編曲     |
| -- | -------------------------------------------- | ------------ | ------------ | -------- |
| 1. | 「stay」                                     | Fayray       | Fayray       | 春川仁志 |
| 2. | 「A Song For You」(レオン・ラッセルのカバー) | Leon Russell | Leon Russell | 春川仁志 |

| #  | タイトル                                          | 作詞        | 作曲        | 編曲     |
| -- | ------------------------------------------------- | ----------- | ----------- | -------- |
| 1. | 「touch me, kiss me」                             | Fayray      | Fayray      | 徳永暁人 |
| 2. | 「I do」                                          | Fayray      | Fayray      | 春川仁志 |
| 3. | 「So far away」(Carole King&James Taylorのカバー) | Carole King | Carole King | 春川仁志 |

| #  | タイトル                                  | 作詞      | 作曲      | 編曲     |
| -- | ----------------------------------------- | --------- | --------- | -------- |
| 1. | 「好きだなんて言えない」                  | Fayray    | Fayray    | 徳永暁人 |
| 2. | 「LOVE IS BLIND」(Janis Ianのカバー)      | Janis Ian | Janis Ian | 春川仁志 |
| 3. | 「好きだなんて言えない ～Instrumental～」 |           | Fayray    | 徳永暁人 |

| #  | タイトル                          | 作詞                                                                  | 作曲                                                                  | 編曲   |
| -- | --------------------------------- | --------------------------------------------------------------------- | --------------------------------------------------------------------- | ------ |
| 1. | 「願い」                          | Fayray                                                                | Fayray                                                                | 小林哲 |
| 2. | 「Spooky」(Dean Daughtryのカバー) | Mike Shapiro J. R. Cobb Perry Carlton "Buddy" Buie Harry Middlebrooks | Mike Shapiro J. R. Cobb Perry Carlton "Buddy" Buie Harry Middlebrooks | 小林哲 |

| #  | タイトル                                           | 作詞               | 作曲        | 編曲     |
| -- | -------------------------------------------------- | ------------------ | ----------- | -------- |
| 1. | 「look into my eyes」                              | Fayray             | Fayray      | 徳永暁人 |
| 2. | 「Don't Cry Out Loud」(Melissa Manchesterのカバー) | Carole Bayer Sager | Peter Allan | 小林哲   |

| #  | タイトル                                        | 作詞            | 作曲           | 編曲                |
| -- | ----------------------------------------------- | --------------- | -------------- | ------------------- |
| 1. | 「愛しても愛し足りない」                        | Fayray          | Fayray         | 葉山たけし          |
| 2. | 「My Funny Valentine」(Rogers and Hartのカバー) | Rogers and Hart | Richard Rogers | Fayray (ピアノ演奏) |
| 3. | 「愛しても愛し足りない (Guitar Version)」       | Fayray          | Fayray         | 大賀好修            |

| #  | タイトル                             | 作詞         | 作曲         | 編曲                |
| -- | ------------------------------------ | ------------ | ------------ | ------------------- |
| 1. | 「口づけ」                           | Fayray       | Fayray       | 小林哲              |
| 2. | 「Landsilde」(Fleetwood Macのカバー) | Stevie Nicks | Stevie Nicks | Fayray (ピアノ演奏) |
| 3. | 「Someday」                          | Fayray       | Fayray       | 林正樹              |
| 4. | 「Someday (Jazz Version)」           | Fayray       | Fayray       | ？                  |

| #  | タイトル      | 作詞   | 作曲   | 編曲                |
| -- | ------------- | ------ | ------ | ------------------- |
| 1. | 「Spotlight」 | Fayray | Fayray | Fayray Dougie Bowne |
| 2. | 「赤い月」    | Fayray | Fayray | Fayray Dougie Bowne |

| #  | タイトル                         | 作詞      | 作曲      | 編曲                |
| -- | -------------------------------- | --------- | --------- | ------------------- |
| 1. | 「ひとりよりふたり」             | Fayray    | Fayray    | Fayray Dougie Bowne |
| 2. | 「500 MILES」(Hedy Westのカバー) | Hedy West | Hedy West | Fayray Dougie Bowne |

| #  | タイトル | 作詞   | 作曲   | 編曲 |
| -- | -------- | ------ | ------ | ---- |
| 1. | 「光」   | Fayray | Fayray | ？   |

| #  | タイトル                                       | 作詞                                       | 作曲                                       | 編曲                |
| -- | ---------------------------------------------- | ------------------------------------------ | ------------------------------------------ | ------------------- |
| 1. | 「ゼロ」                                       | Fayray                                     | Fayray                                     | Fayray Dougie Bowne |
| 2. | 「Forever（英語版）」(The Marvelettesのカバー) | Freddie Gorman Lamont Dozier Brian Holland | Freddie Gorman Lamont Dozier Brian Holland | Fayray Dougie Bowne |

### アルバム
| #   | タイトル                                      | 作詞     | 作曲            | 編曲            |
| --- | --------------------------------------------- | -------- | --------------- | --------------- |
| 1.  | 「in four〜Love Always，」                    |          | Fayray          | Fayray          |
| 2.  | 「太陽のグラヴィティー」                      | 井上秋緒 | 浅倉大介        | 浅倉大介        |
| 3.  | 「NEON TETRA」                                | 井上秋緒 | 浅倉大介        | 浅倉大介        |
| 4.  | 「Daydream Café」                             | 井上秋緒 | 浅倉大介        | 浅倉大介        |
| 5.  | 「PURE WHITE」                                | 井上秋緒 | 浅倉大介        | 浅倉大介        |
| 6.  | 「Same night, Same face」                     | 井上秋緒 | 浅倉大介        | 浅倉大介        |
| 7.  | 「YURA・YURA〜Vibration」                     | 井上秋緒 | 浅倉大介        | 浅倉大介 数原晋 |
| 8.  | 「UNTOUCHABLE GIRLS」(T.M.Revolutionのカバー) | 井上秋緒 | 浅倉大介        | 浅倉大介        |
| 9.  | 「Powder Veil」                               | 井上秋緒 | 浅倉大介        | 浅倉大介        |
| 10. | 「Craving」                                   | Fayray   | Fayray 浅倉大介 | 浅倉大介        |
| 11. | 「Daydream Café (DA MIX)」                    | 井上秋緒 | 浅倉大介        | 浅倉大介        |

| #   | タイトル                                           | 作詞        | 作曲        | 編曲       |
| --- | -------------------------------------------------- | ----------- | ----------- | ---------- |
| 1.  | 「give it back」                                   | Fayray      | Fayray      | 野崎貴郎   |
| 2.  | 「No, never (album version)」                      | Fayray      | Fayray      | 野崎貴郎   |
| 3.  | 「その愛のかたち」                                 | Fayray      | Fayray      | 野崎貴郎   |
| 4.  | 「All I Want,All I Need」                          | Fayray      | Fayray      | 野崎貴郎   |
| 5.  | 「If,I」                                           | Fayray      | Fayray      | 五十嵐宏治 |
| 6.  | 「tears」                                          | Fayray      | Fayray      | 野崎貴郎   |
| 7.  | 「見て」                                           | Fayray      | Fayray      | 野崎貴郎   |
| 8.  | 「約束」                                           | Fayray      | Fayray      | 五十嵐宏治 |
| 9.  | 「Shane」                                          | Fayray      | Fayray      | 五十嵐宏治 |
| 10. | 「My Heart Belongs to Daddy」(Mary Martinのカバー) | Cole Porter | Cole Porter | 五十嵐宏治 |
| 11. | 「MY EYES」                                        | Fayray      | Fayray      | 野崎貴郎   |

| #   | タイトル                     | 作詞          | 作曲        | 編曲     |
| --- | ---------------------------- | ------------- | ----------- | -------- |
| 1.  | 「Walk on」                  | Fayray        | Fayray      | 佐橋佳幸 |
| 2.  | 「Baby if,」                 | Fayray        | Fayray      | 佐橋佳幸 |
| 3.  | 「US」                       | Fayray        | Fayray      | 佐橋佳幸 |
| 4.  | 「faith」                    | Fayray        | Fayray      | 佐橋佳幸 |
| 5.  | 「sugar」                    | Fayray        | Fayray      | 佐橋佳幸 |
| 6.  | 「genuine:j-girl suite」     | Fayray        | Fayray      | 佐橋佳幸 |
| 7.  | 「I'll save you」            | Fayray        | Fayray      | 佐橋佳幸 |
| 8.  | 「同じ瞳」                   | Fayray        | Fayray      | 佐橋佳幸 |
| 9.  | 「better days」              | Fayray        | Fayray      | 佐橋佳幸 |
| 10. | 「Rapture」(Blondieのカバー) | Deborah Harry | Chris Stein | 森俊彦   |

| #   | タイトル                                      | 作詞   | 作曲   | 編曲              |
| --- | --------------------------------------------- | ------ | ------ | ----------------- |
| 1.  | 「即興曲Op.1 〜しろいはな〜」                 |        | Fayray | Fayray            |
| 2.  | 「好きだなんて言えない」                      | Fayray | Fayray | 徳永暁人          |
| 3.  | 「白い花」                                    | Fayray | Fayray | 寺地秀行 窪田博之 |
| 4.  | 「Over (album version)」                      | Fayray | Fayray | 大賀好修          |
| 5.  | 「悲しい自由」                                | Fayray | Fayray | 大賀好修          |
| 6.  | 「Baby if, (album version)」                  | Fayray | Fayray | 古井弘人          |
| 7.  | 「別々の帰り道」                              | Fayray | Fayray | 小澤正澄          |
| 8.  | 「君だけのメロディー」                        | Fayray | Fayray | 池田大介          |
| 9.  | 「stay (album version)」                      | Fayray | Fayray | 尾城九龍          |
| 10. | 「Remember (album version)」                  | Fayray | Fayray | 小林哲            |
| 11. | 「touch me, kiss me」                         | Fayray | Fayray | 徳永暁人          |
| 12. | 「tears (album version)」                     | Fayray | Fayray | 徳永暁人          |
| 13. | 「Over (album version) ～Instrumental～」     |        | Fayray | 大賀好修          |
| 14. | 「Remember (album version) ～Instrumental～」 |        | Fayray | 小林哲            |
| 15. | 「stay (album version) ～Instrumental～」     |        | Fayray | 尾城九龍          |
| 16. | 「touch me, kiss me ～Instrumental～」        |        | Fayray | 徳永暁人          |

| #   | タイトル                                    | 作詞   | 作曲          | 編曲              |
| --- | ------------------------------------------- | ------ | ------------- | ----------------- |
| 1.  | 「first time」                              | Fayray | Fayray        | 林正樹            |
| 2.  | 「願い」                                    | Fayray | Fayray        | 小林哲            |
| 3.  | 「最初で最後の恋」                          | Fayray | Fayray        | 小澤正澄          |
| 4.  | 「feel」                                    | Fayray | Fayray        | 高橋圭一          |
| 5.  | 「樅の木-樹の組曲-」(Jean Sibeliusのカバー) |        | Jean Sibelius | Fayray            |
| 6.  | 「白い二月」                                | Fayray | Fayray        | 小林哲            |
| 7.  | 「道」                                      | Fayray | Fayray        | 寺地秀行 窪田博之 |
| 8.  | 「look into my eyes」                       | Fayray | Fayray        | 徳永暁人          |
| 9.  | 「living without you」                      | Fayray | Fayray        | 林正樹            |
| 10. | 「口づけ」                                  | Fayray | Fayray        | 小林哲            |
| 11. | 「愛しても愛し足りない」                    | Fayray | Fayray        | 葉山たけし        |
| 12. | 「名前」                                    | Fayray | Fayray        | Fayray            |

| #   | タイトル                                                       | 作詞                                                            | 作曲                                                            | 編曲         |
| --- | -------------------------------------------------------------- | --------------------------------------------------------------- | --------------------------------------------------------------- | ------------ |
| 1.  | 「Heaven」(The Psychedelic Fursのカバー)                       | Richerd Butler                                                  | Timothy Butler                                                  | Dougie Bowne |
| 2.  | 「Dreams」(Fleetwood Macのカバー)                              | Stevie Nicks                                                    | Stevie Nicks                                                    | Dougie Bowne |
| 3.  | 「Angel（英語版）」(Jimi Hendrixのカバー)                      | Jimi Hendrix                                                    | Jimi Hendrix                                                    | Dougie Bowne |
| 4.  | 「The First Time Ever I Saw Your Face」(Roberta Flackのカバー) | Ewan MacColl                                                    | Ewan MacColl                                                    | Dougie Bowne |
| 5.  | 「I Wanna Be Free」(Monkeesのカバー)                           | Bobby Hart                                                      | Tommy Boyce                                                     | Dougie Bowne |
| 6.  | 「Tiny Dancer」(Elton Johnのカバー)                            | Benie Taupin                                                    | Elton John                                                      | Dougie Bowne |
| 7.  | 「This Is Love」(PJ Harveyのカバー)                            | PJ Harvey                                                       | PJ Harvey                                                       | 本田ゆか     |
| 8.  | 「Moonchild」(King Crimsonのカバー)                            | Greg Lake Ian McDonald Michael Giles Pete Sinfield Robert Fripp | Greg Lake Ian McDonald Michael Giles Pete Sinfield Robert Fripp | Dougie Bowne |
| 9.  | 「I believe in You」(Neil Youngのカバー)                       | Neil Young                                                      | Neil Young                                                      | Dougie Bowne |
| 10. | 「The Wind」(Cat Stevensのカバー)                              | Cat Stevens                                                     | Cat Stevens                                                     | Dougie Bowne |
| 11. | 「My Foolish Heart」(Bill Evansのカバー)                       |                                                                 | Bill Evans                                                      | Dougie Bowne |

| #   | タイトル                       | 作詞   | 作曲                           | 編曲                |
| --- | ------------------------------ | ------ | ------------------------------ | ------------------- |
| 1.  | 「Home」                       | Fayray | Fayray                         | Fayray Dougie Bowne |
| 2.  | 「Pain」                       | Fayray | Fayray                         | Fayray Dougie Bowne |
| 3.  | 「Close your eyes」            | Fayray | Fayray                         | Fayray Dougie Bowne |
| 4.  | 「Nostalgia」                  | Fayray | Fayray Marc Ribot Dougie Bowne | Fayray Dougie Bowne |
| 5.  | 「光と影」                     | Fayray | Fayray                         | Fayray Dougie Bowne |
| 6.  | 「波」                         | Fayray | Fayray                         | Fayray Dougie Bowne |
| 7.  | 「Spotlight」                  | Fayray | Fayray                         | Fayray Dougie Bowne |
| 8.  | 「Shame」                      | Fayray | Fayray Marc Ribot Dougie Bowne | Fayray Dougie Bowne |
| 9.  | 「Angel」                      | Fayray | Fayray                         | Fayray Dougie Bowne |
| 10. | 「愛燦燦」(美空ひばりのカバー) | 小椋佳 | 小椋佳                         | Fayray Dougie Bowne |

| #   | タイトル             | 作詞         | 作曲                | 編曲                |
| --- | -------------------- | ------------ | ------------------- | ------------------- |
| 1.  | 「序曲」             |              | Fayray              | Fayray Rusty Santos |
| 2.  | 「るらら」           | Fayray       | Fayray              | Fayray Rusty Santos |
| 3.  | 「流れ星」           | Fayray       | Fayray              | Fayray Rusty Santos |
| 4.  | 「さよなら」         | Fayray       | Fayray              | Fayray Rusty Santos |
| 5.  | 「陽の当たる海」     |              | Fayray Rusty Santos | Fayray Rusty Santos |
| 6.  | 「By The Fire」      | Fayray       | Fayray Rusty Santos | Fayray Rusty Santos |
| 7.  | 「寝ても醒めても」   | Fayray       | Fayray              | Fayray Rusty Santos |
| 8.  | 「愛のリズム」       |              | Fayray              | Fayray Rusty Santos |
| 9.  | 「いいな」           | Fayray       | Fayray              | Fayray Rusty Santos |
| 10. | 「Lullaby」          | Rusty Santos | Rusty Santos        | Fayray Rusty Santos |
| 11. | 「Ruby」             | Fayray       | Fayray              | Fayray Rusty Santos |
| 12. | 「ゼロ」             | Fayray       | Fayray              | Fayray Dougie Bowne |
| 13. | 「ひとりよりふたり」 | Fayray       | Fayray              | Fayray Dougie Bowne |

### 映像作品

#### MV集
| #  | タイトル                  | 作詞 | 作曲・編曲 |
| -- | ------------------------- | ---- | ---------- |
| 1. | 「太陽のグラヴィティー」  |      |            |
| 2. | 「YURA・YURA～Vibration」 |      |            |
| 3. | 「Powder Veil」           |      |            |
| 4. | 「Daydream Café」         |      |            |
| 5. | 「Same night, Same face」 |      |            |

| #  | タイトル          | 作詞 | 作曲・編曲 |
| -- | ----------------- | ---- | ---------- |
| 1. | 「MY EYES」       |      |            |
| 2. | 「tears」         |      |            |
| 3. | 「I'll save you」 |      |            |
| 4. | 「Baby if,」      |      |            |

| #   | タイトル                      | 作詞 | 作曲・編曲 |
| --- | ----------------------------- | ---- | ---------- |
| 1.  | 「Fayray&Director Interview」 |      |            |
| 2.  | 「Over」                      |      |            |
| 3.  | 「Fayray&Director Interview」 |      |            |
| 4.  | 「Remember」                  |      |            |
| 5.  | 「Fayray&Director Interview」 |      |            |
| 6.  | 「stay」                      |      |            |
| 7.  | 「Fayray&Director Interview」 |      |            |
| 8.  | 「touch me, kiss me」         |      |            |
| 9.  | 「Fayray&Director Interview」 |      |            |
| 10. | 「好きだなんて言えない」      |      |            |
| 11. | 「Fayray Interview」          |      |            |
| 12. | 「TV Commercial Clips」       |      |            |
| 13. | 「Fayray Interview」          |      |            |

#### ライブ
| 発売日       | タイトル                                       | 収録曲 |            |
| ------------ | ---------------------------------------------- | --- | ---------- |
| 2005年6月8日 | Fayray Live Tour 2004 HOURGLASS -Love At Last- | \| # \| タイトル \| 作詞 \| 作曲・編曲 \| \| --- \| ------------------------ \| ---- \| ---------- \| \| 1. \| 「口づけ」 \| \| \| \| 2. \| 「living without you」 \| \| \| \| 3. \| 「first time」 \| \| \| \| 4. \| 「願い」 \| \| \| \| 5. \| 「好きだなんて言えない」 \| \| \| \| 6. \| 「樅の木-樹の組曲-」 \| \| \| \| 7. \| 「名前」 \| \| \| \| 8. \| 「白い二月」 \| \| \| \| 9. \| 「Interlude」 \| \| \| \| 10. \| 「Baby if,」 \| \| \| \| 11. \| 「tears」 \| \| \| \| 12. \| 「愛しても愛し足りない」 \| \| \| \| 13. \| 「look into my eyes」 \| \| \| |            |
|              |                                                | |            |
| #            | タイトル                                       | 作詞 | 作曲・編曲 |
| 1.           | 「口づけ」                                     | |            |
| 2.           | 「living without you」                         | |            |
| 3.           | 「first time」                                 | |            |
| 4.           | 「願い」                                       | |            |
| 5.           | 「好きだなんて言えない」                       | |            |
| 6.           | 「樅の木-樹の組曲-」                           | |            |
| 7.           | 「名前」                                       | |            |
| 8.           | 「白い二月」                                   | |            |
| 9.           | 「Interlude」                                  | |            |
| 10.          | 「Baby if,」                                   | |            |
| 11.          | 「tears」                                      | |            |
| 12.          | 「愛しても愛し足りない」                       | |            |
| 13.          | 「look into my eyes」                          | |            |

### リミックス・参加作品
| #  | タイトル                  | 作詞 | 作曲・編曲 |
| -- | ------------------------- | ---- | ---------- |
| 5. | 「太陽のグラヴィティー」  |      |            |
| 6. | 「YURA・YURA〜Vibration」 |      |            |
| 7. | 「Powder Veil」           |      |            |

| #   | タイトル                                    | 作詞     | 作曲     | 編曲     |
| --- | ------------------------------------------- | -------- | -------- | -------- |
| 10. | 「PURE WHITE (KH-R Jr EURO SOLUTION MIX)」  | 井上秋緒 | 浅倉大介 | KH-R Jr  |
| 11. | 「太陽のグラヴィティー (Y&Co. Remix)」      | 井上秋緒 | 浅倉大介 | 横田商会 |
| 18. | 「YURA・YURA〜Vibration (RED MONSTER MIX)」 | 井上秋緒 | 浅倉大介 | MST      |

| #  | タイトル | 作詞   | 作曲   | 編曲     |
| -- | -------- | ------ | ------ | -------- |
| 4. | 「You」  | Fayray | Fayray | 佐橋佳幸 |

| #  | タイトル                                                                               | 作詞     | 作曲     | 編曲     |
| -- | -------------------------------------------------------------------------------------- | -------- | -------- | -------- |
| 6. | 「港のヨーコ・ヨコハマ・ヨコスカ」(コーラス、ダウン・タウン・ブギウギ・バンドのカバー) | 阿木燿子 | 宇崎竜童 | 松本孝弘 |
| 8. | 「Paper Doll」(山下達郎のカバー)                                                       | 山下達郎 | 山下達郎 | 松本孝弘 |

| #  | タイトル                 | 作詞   | 作曲   | 編曲     |
| -- | ------------------------ | ------ | ------ | -------- |
| 9. | 「美しい別れ」(コーラス) | Fayray | Fayray | 中村太知 |

| #   | タイトル                                    | 作詞     | 作曲     | 編曲            |
| --- | ------------------------------------------- | -------- | -------- | --------------- |
| 22. | 「太陽のグラヴィティー (Hard Dance Remix)」 | 井上秋緒 | 浅倉大介 | ☆Taku Takahashi |

## タイアップ
| 楽曲                          | タイアップ                                                                           |
| ----------------------------- | ------------------------------------------------------------------------------------ |
| 太陽のグラヴィティー          | TBS系ドラマ『ひとりぼっちの君に』主題歌                                              |
| YURA・YURA〜Vibration         | フジテレビ系「HEY!HEY!HEY! MUSIC CHAMP」エンディングテーマ                           |
| Powder Veil                   | 日本テレビ系「ぐるぐるナインティナイン」エンディングテーマ                           |
| Daydream Café                 | 朝日放送・テレビ朝日系「人気者でいこう!」エンディングテーマ                          |
| Same night, Same face         | コーエー『ジルオール』イメージソング                                                 |
| Same night, Same face         | 朝日放送・テレビ朝日系「人気者でいこう!」エンディングテーマ                          |
| No, never                     | フジテレビ系「うっひゃ〜!!はなさかロンドンブーツ」エンディングテーマ                 |
| その愛のかたち                | WOWOW「Tokyo LONBOO Tower」エンディングテーマ                                        |
| MY EYES                       | アプラスCMソング                                                                     |
| MY EYES                       | フジテレビ系「赤ちゃん金ちゃんしゃべる部屋」エンディングテーマ                       |
| tears                         | TBS系ドラマ『Friends』主題歌                                                         |
| I'll save you                 | カネボウ「KATE」CMソング                                                             |
| US                            | 日本テレビ系ドラマ『shin-D Happiness』主題歌                                         |
| LA VIE EN ROSE (バラ色の人生) | NTT西日本CMソング                                                                    |
| Baby if,                      | 日本テレビ系ドラマ『明日があるさ』挿入歌                                             |
| Baby if,                      | 日本テレビ系「AX MUSIC-FACTORY」AX POWER PLAY                                        |
| Over                          | カネボウ「KATE」CMソング                                                             |
| Over                          | テレビ東京系「倫敦音楽館 Lon-mu」エンディングテーマ                                  |
| Remember                      | 日本テレビ系「横浜国際女子駅伝」イメージソング                                       |
| stay                          | カネボウ「KATE」CMソング                                                             |
| stay                          | テレビ朝日系「Matthew's Best Hit TV」エンディングテーマ                              |
| touch me, kiss me             | 映画『明日があるさ THE MOVIE』エンディングテーマ                                     |
| touch me, kiss me             | 日本テレビ系「AX MUSIC-TV」AX POWER PLAY #016                                        |
| touch me, kiss me             | テレビ神奈川「Channel-a」エンディングテーマ                                          |
| touch me, kiss me             | 札幌テレビ「イキナリ!」エンディングテーマ                                            |
| touch me, kiss me             | 福岡放送「バッテキ!」エンディングテーマ                                              |
| I do                          | テレビ東京系アニメ『サイボーグ009 THE CYBORG SOLDIER』エンディングテーマ             |
| 好きだなんて言えない          | 読売テレビ・日本テレビ系ドラマ『メッセージ～言葉が、裏切っていく～』主題歌           |
| tears (album version)         | 読売テレビ・日本テレビ系ドラマ『メッセージ～言葉が、裏切っていく～』挿入歌           |
| 願い                          | 読売テレビ・日本テレビ系ドラマ『乱歩R』主題歌                                        |
| 願い                          | ヨシモトファンダンゴTV「ヨシモト∞」土曜2部コーナー「ADORIBU武道会」感動キーワードBGM |
| look into my eyes             | 読売テレビ・日本テレビ系ドラマ『乱歩R』オープニングテーマ                            |
| 愛しても愛し足りない          | 関西テレビ・フジテレビ系ドラマ『アットホーム・ダッド』挿入歌                         |
| 口づけ                        | 東海テレビ・フジテレビ系ドラマ『愛のソレア』主題歌                                   |
| 最初で最後の恋                | 映画『マインド・ゲーム』イメージソング                                               |
| feel                          | 関西テレビ・フジテレビ系ドラマ『アットホーム・ダッド スペシャル』挿入歌              |
| feel                          | 読売テレビ・日本テレビ系「アフリカのツメ」エンディングテーマ                         |
| Spotlight                     | 関西テレビ・フジテレビ系ドラマ『鬼嫁日記』挿入歌                                     |
| Nostalgia                     | 毎日放送・TBS系「あなた説明できますか?」エンディングテーマ                           |
| ひとりよりふたり              | NHK連続テレビ小説『芋たこなんきん』主題歌                                            |
| ひとりよりふたり              | ヨシモトファンダンゴTV「ヨシモト∞」2部エンディングテーマ                             |
| 光                            | TBS系ドラマ『笑える恋はしたくない』主題歌                                            |
| ゼロ                          | TBS系愛の劇場『マイフェアボーイ』主題歌                                              |

## メディア情報

### 音楽番組
- ASIAライブ（NHK BS2）- NEXT5（NEXT7）名義（1996年4月12日 - 12月26日）
  - 「Get myself」&「さくらさくら」歌唱（1996年4月12日）
  - 「Get myself」歌唱（1996年12月26日）
- HEY!HEY!HEY! MUSIC CHAMP（フジテレビ）
  - 「太陽のグラヴィティー」歌唱（1998年8月17日）
  - 「YURA・YURA～Vibration」歌唱（1998年11月16日、12月21日）
  - 「Powder Veil」歌唱（1999年2月15日）
  - 「Daydream Café」歌唱（1999年3月29日、6月7日）
  - 「Same night, Same face」歌唱（1999年10月18日）
  - 「No, never」歌唱（1999年12月20日）
  - 「MY EYES」歌唱（2000年4月3日）
  - 「tears」歌唱（2000年8月7日、12月25日）
  - 「I'll save you」歌唱（2001年4月16日）
  - 「Baby if,」歌唱（2001年6月18日）
  - 「Over」歌唱（2001年11月5日）
  - 「Remember」歌唱（2002年2月25日）
  - 「好きだなんて言えない」歌唱（2003年2月17日）
  - 「願い」歌唱（2004年2月23日）
- うたばん（TBS）
  - 「太陽のグラヴィティー」歌唱（1998年）
  - 「Daydream Café」歌唱（1999年6月24日）
- CDTV（TBS） 
  - 「YURA・YURA～Vibration」歌唱（1998年10月24日）
  - 「Powder Veil」歌唱（1999年2月27日）
  - 「Daydream Café」歌唱（1999年5月1日）
  - 「好きだなんて言えない」紹介（2003年1月11日）
- ポケットミュージック（日本テレビ）-「YURA・YURA～Vibration」歌唱（1998年）
- ミュージックステーション（テレビ朝日）
  - 「YURA・YURA～Vibration」歌唱（1998年10月30日）
  - 「Daydream Café」歌唱（1999年6月11日）
  - 「tears」歌唱（2000年7月28日）
  - 「I'll save you」歌唱（2001年4月13日）
- 日刊!ひっと（日本テレビ）-「Powder Veil」歌唱（1999年）
- ポップジャム（NHK総合）
  - 「Daydream Café」歌唱（1999年6月5日）
  - 「tears」歌唱（2000年9月16日）
  - 「I'll save you」歌唱（2001年4月7日）
- FUN（日本テレビ）
  - 「tears」歌唱（2000年8月4日）
  - 「I'll save you」歌唱（2001年4月6日）
  - 「Baby if,」歌唱（2001年6月15日）
  - 「touch me, kiss me」歌唱（2002年10月4日）
- AX MUSIC-FACTORY（日本テレビ）
  - 「プロモ☆キラー」（2000年10月4日）
  - 「I'll save you」歌唱（2001年3月28日）
  - 「Baby if,」歌唱（2001年6月5日）
  - 「Over」歌唱（2001年10月9日）
  - 「Remember」歌唱（2002年2月19日）
- BEAT MOTION（NHK BS2）
  - 「Over」歌唱（2001年10月14日）
  - 「未公開トーク集」（2002年3月17日）
- 倫敦音楽館 Lon-mu（テレビ東京） 
  - 「Over」歌唱（2001年10月16日）
  - 「Remember」歌唱（2002年2月19日）
  - 「トーク総集編」（2002年3月19日）
- AX MUSIC-TV（日本テレビ）- 「Fayray Review File」パーソナリティ（2002年4月26日 - 2004年9月17日）
  - 「stay」歌唱（2002年5月10日）
  - 「好きだなんて言えない」歌唱（2003年2月7日）
  - 「願い」歌唱（2004年2月20日）
- 月刊MelodiX!（テレビ東京） -「願い」歌唱（2004年2月28日）
- AXEL（テレビ朝日、2000年9月8日）
- BEST HIT TV→Matthew's Best Hit TV（テレビ朝日）- ゲスト
  - 「トーク」（2001年6月12日、7月17日、10月16日、2002年1月8日）
  - 「デート」（2002年2月26日）
  - 「マシューケータリング」（2003年2月26日、2004年11月17日）
- T×2 SHOW - ゲスト（テレビ朝日、2001年7月6日）
- JAPAN COUNTDOWN（テレビ東京、2001年7月28日）
- ウルトラカウントダウン（スペースシャワーTV、本放送：2001年8月9日、2003年1月30日、再放送：2001年8月10日、8月11日、8月13日）
- P.S. -Pop Shake-（日音、2001年10月7日 - 10月13日、2002年3月4日 - 3月9日、5月5日 - 5月9日、9月22日 - 9月26日）
- Channel-a（テレビ神奈川、2001年10月10日、2002年5月9日、5月30日、10月17日、2003年1月30日）
- クラシックMTV（MTVジャパン、2001年11月5日）
- Stickey Bug（MTVジャパン、2002年4月15日 - 4月19日）
- 恋するM（フジテレビ）
  - 「stay」紹介（2002年5月13日）
  - 「好きだなんて言えない」紹介（2003年1月27日）
- MTV Video Music Awards Japan（MTVジャパン）
  - Celebrity Guestsヴィンセント・ギャロと共に最優秀ビデオ賞／Best Video of the Yearの発表（開催：2002年5月24日、放送：2002年5月26日）
  - 「Red Carpet Special」& Celebrity Guestsザ・ダークネスと共にLegend Awardの発表（開催：2004年5月23日、放送：2004年5月29日）
- MTViMix（MTVジャパン、2002年5月29日）
- 音信通々（テレビ長崎、2002年10月6日）
- CD NEWS（千葉テレビ放送、2004年）
  - Music News「願い」紹介
  - Music News「look into my eyes」紹介
  - Music News「look into my eyes」メイキング紹介
  - Music News 2004年4月29日 hills パン工場「THURSDAY LIVE Fayray Night」紹介
  - Music News「愛しても愛し足りない」紹介
  - Music News 2004年7月15日 hills パン工場「THURSDAY LIVE Fayray Night」紹介
  - Music News 2004年9月9日 hills パン工場「THURSDAY LIVE Fayray Night」紹介
- POWER PUSH（スペースシャワーTV）- New Disc Selection『HOURGLASS』紹介（2004年10月）
- MUSIC CLUB（福岡放送、2004年10月19日）
- ARTIST REQUEST（The MUSIC 272）- コメント出演（2004年）
- M-ON! News＆Clips New Power（M-ON!）- コメント出演（2005年7月4日、2006年1月30日）
- モントルー・ジャズ・フェスティバル2005・スペシャル・エディション（BSジャパン）- ナビゲーター（2005年12月10日、17日）
- Fayray COVERS Live House 2005（TBSチャンネル、2006年1月15日）
- 壺（中国放送）- ゲスト（2006年1月23日）
- マニアマニエラ（テレビ西日本、2006年1月24日）
- J商店（BSN新潟放送）- コメント出演（2006年1月31日）
- 金Q生放送（ミュージック・ジャパンTV）- ゲスト（2006年2月3日）
- V3（九州朝日放送）- コメント出演（2006年2月4日）
- DIS INFO TV（NST新潟総合テレビ）- コメント出演（2006年2月10日、24日、3月3日）
- 音楽と髭（新潟テレビ21）- ゲスト（2006年2月14日）
- KOBE CALLING（サンテレビ）- VTR出演（2006年2月15日）
- 耳寄りな話（沖縄テレビ）- コメント出演（2006年2月25日）

### バラエティ・スポーツ・情報番組
- 上岡龍太郎がズバリ!（TBS）- 大橋美奈子 名義（1995年12月14日）
- トゥナイト2（テレビ朝日）- 大橋美奈子 名義（1995年）
- 新・真夜中の王国（NHK BS2、1999年11月5日、2000年8月24日）
- 満喫イタリア出会い旅（テレビ朝日）- 高嶋ちさ子と共演（2000年8月5日）
- 王様のブランチ（TBS、2001年7月21日）
- 赤ちゃん金ちゃんしゃべる部屋（フジテレビ） - ゲスト（2001年7月25日）
- 虎ノ門（テレビ朝日） - 「虎ノ子」ゲスト（2001年10月12日）
- 横浜国際女子駅伝（日本テレビ）- コメント出演 &「Remember」紹介（2002年2月24日）
- Something（テレビ東京、2002年3月1日）
- 寝ドキッ!!（日本テレビ）-「Remember」紹介（2002年3月15日）
- エクスプレス（TBS、2002年3月29日）
- あしたまにあ～な（テレビ朝日）- 「touch me, kiss me」紹介（2002年10月1日）
- Pooh!（TBS）- 第2部ゲスト（2003年2月19日）
- ともだっち～ず（北海道文化放送、2005年7月13日）
- 晴れ・どきドキ晴れ（中部日本放送）- コメント出演（2006年1月28日）
- スイッチ・オン（TBS、2006年1月30日 - 2月3日）

### ドラマ
- 二千年の恋（フジテレビ）- ナオミ・ナーギン 役（2000年1月10日 - 3月20日）
- 伝説の教師（日本テレビ）- 第1話 風間の彼女 小沢友紀 役（2000年4月15日）
- shin-D Happiness（日本テレビ）- 主演 （2001年3月7日 - 3月28日）
- 明日があるさ（日本テレビ）- 最終話「Baby if,」歌唱 （2001年6月30日）

### CM
- KATE（カネボウ）- モデル（2001年 - 2002年）
- ハーゲンダッツ（ハーゲンダッツジャパン） - ナレーション（2004年）

### ラジオ
- uncover（InterFM）- ラジオパーソナリティ（1999年 - 2000年頃、終了日：2000年9月25日）
- 夕方音楽（JFN、2000年9月6日）
- THE RANKING（FM横浜、2000年9月6日）
- エモーショナルビート（TOKYO FM、2000年9月7日）
- Marive Magical Passage（BAY FM、2000年9月7日、2001年4月4日、6月7日、2002年5月13日）
- JET STREAM（TOKYO FM、2000年9月7日、9月8日）
- フライデー・カラオケ・ダム（TOKYO FM、2000年9月8日）
- フレッシュサウンド北海道（NHK札幌）- インタビュー（2000年9月8日、2005年7月14日、2006年1月30日）
- WEEKEND REQUEST（FM横浜、2000年9月9日）
- J-HITS POWER STATION（FM-FUJI、2000年9月11日、2001年4月3日、7月13日、2005年6月8日）
- アフタヌーン・ブリーズ（TOKYO FM、2000年9月12日、2001年10月16日）
- 古本新之輔 ちゃぱらすかWOO!（文化放送、2000年9月12日、2001年4月4日、7月17日）
- HIT OPERATION（NACK5、2000年9月13日）
- 山内トモコのTOKYOエンターテイメントスタジオ（TOKYO FM、2000年9月13日）
- COUNT GET 40（FM-FUJI、2000年9月15日、2001年3月30日）
- WONDA ゴールデン・ヒッツ（TOKYO FM、2000年9月16日）
- MOVE ON（HBCラジオ）- インタビュー（2000年9月18日）
- アルバムカウントダウン（AIR-G）- コメント出演（2000年9月）
- ラジオクリックiしてる（STVラジオ）- インタビュー（2000年9月）
- ローソン カウントダウン・ジャパン→JA全農 カウントダウン・ジャパン（TOKYO FM）- ゲスト（2001年3月31日、10月6日、2002年10月5日）
- ディア・フレンズ（TOKYO FM、2001年3月29日）
- SATURDAY ON THE WAY（NACK5、2001年3月31日）
- SUNDAY COUNTDOWN THE TOP40（NACK5、2001年4月1日）
- レディオマガジンWHAT's IN?（TOKYO FM、2001年4月14日、2002年5月4日）
- FMソフィア（TOKYO FM、2001年6月8日）
- COUNTDOWN CONNECTIONS（FM-FUJI、2001年6月9日、2002年5月11日、2005年11月26日）
- NACK with you（NACK5、2001年7月10日）
- ヒルサイドアベニュー（JFN、2001年7月12日）
- POWER COUNT DOWN JAPAN HOT 30（BAY FM、2001年7月14日、2002年5月11日）
- 山口紗弥加のNEC WEB STATION（TOKYO FM、2001年7月14日）
- e-NITE（TBSラジオ、2001年7月16日、10月11日）
- Sunday サウンド Walker（ニッポン放送、2001年7月22日）
- THE RANKING（FM横浜、2001年7月23日、10月22日、2002年5月7日）
- カウントダウンサンデー（文化放送、2001年9月30日）
- ポップスベスト10（TOKYO FM、2001年10月6日）
- CLUB BEAT FREAK（TOKYO FM、2001年10月8日、2002年5月6日、9月30日）
- RADIO ST&（NACK5）- ゲスト（2001年10月12日、2003年2月21日）
- RADICAL LEAGUE（FM-FUJI、2001年10月15日、2003年2月19日）
- レディオソファ（TOKYO FM、2002年2月12日 - 2月15日）
- DoCoMo Sound Port（FM横浜、2002年2月15日）
- TOKYO FM スペシャル番組（TOKYO FM、2002年5月3日）
- Wonder College Network（NACK5、2002年5月3日）
- The Shooting Hits!（NACK5、2002年5月9日）
- NEC POWER COUNTDOWN JAPAN HOT 30（BAY FM）- ゲスト（2002年5月11日、2004年10月16日）
- 藤井隆の@llnightnippon.com Saturday Countdown（ニッポン放送、2002年5月11日）
- B-JUNK（TBSラジオ）- ゲスト  
  - 「TOWER RECORDS サテライト アワー」（2002年5月13日、2003年2月24日）
  - 「えんたま・ナイト」（2002年10月15日）
  - 「ランク Junk Box」（2004年6月1日）
  - 「Next Tracks Neo」（2004年10月14日）
- TOYOTA SOUND IN MY LIFE（TOKYO FM、2002年5月18日）
- AFTERNOON BEAT RADIO（CROSS FM）- ゲスト（2002年6月4日、2003年3月12日）
- スマッシュウェーブ（FM FUKUOKA）
  - ゲスト（2002年6月4日、2004年9月21日）
  - コメント出演（2005年7月11日、2006年1月30日）
- パラダイスビート（FM AICHI）- ゲスト（2002年6月5日、2004年9月28日、2005年6月27日、2006年1月26日）
- メガ・ヒッツ・コネクション（Kiss FM、2002年6月6日、2003年3月10日）
- MEGA HITS! COUNTDOWN WEST（ラジオ大阪、2002年6月6日）
- Chummy Train（α-station、2002年6月7日）
- G-TRACKS COUNTDOWN（AIR-G、2002年6月10日）
- 週末娯楽王（TOKYO FM） - ゲスト（2002年9月27日）
- Bay Comfort on FRIDAY（BAY FM）- ゲスト（2002年9月27日）
- Bay Comfort（BAY FM）- ゲスト（2002年10月1日、2003年2月10日、2005年6月9日、2006年1月23日）
- ベイモーニングストリーム（BAY FM）- ゲスト （2002年10月3日、2003年1月28日）
- car-life Navi@super AUTOBACS TOKYO BAY東雲（TOKYO FM）- ゲスト（2002年10月13日）
- キキミミアワー（TOKYO FM）- ゲスト（2003年2月14日）
- HITS! THE TOWN（NACK5） - ゲスト（2003年3月1日、2004年10月23日、2005年5月28日、11月19日、2006年2月11日）
- Station Drive（FM Nouth Wave）- ゲスト（2003年3月7日）
- SUNNYSIDE BALCONY（α-station）- ゲスト（2003年3月10日）
- afternoon cafe（FM OSAKA）- ゲスト（2003年3月10日、2004年10月6日）
- HOT JAM（FM AICHI）- ゲスト（2003年3月11日）
- LUV 9（LOVE FM）- ゲスト（2003年3月12日）
- アサヒスーパードライ アクセス・オール・エリア（TOKYO FM）- ゲスト（2003年5月4日）
- The Power Of Love（TOKYO FM） - コメント出演（2004年5月21日）
- Radio-X（NACK5） - コメント出演（2004年5月25日）
- BAY BEATINKS（BAY FM）- ゲスト（2004年5月31日）
- イブニングショー（CROSS FM）- ゲスト（2004年9月21日）
- KING OF SUNDAY（FM FUKUOKA）- ゲスト （2004年9月26日）
- MUSIC PRESS（HBCラジオ）- マンスリーDJ（2004年10月1日、8日、15日、22日、29日）
- Fayray スペシャルライブ（FM FUKUOKA、2004年10月3日）
- 時計台アコースティックライブ（AIR-G）- ゲスト（2004年10月3日）
- ROUTE894（α-station）- ゲスト（2004年10月5日、2005年6月29日、2006年2月1日）
- Kiss MUSIC PRESENTER（Kiss FM）- ゲスト（2004年10月7日）
- ソニック・ジャンクション（FM三重） - ゲスト（2004年10月8日）
- MUSIC SHOWER（HBCラジオ）- ゲスト（2004年10月9日）
- SUPER TODAY FUJI（FM-FUJI）- ゲスト（2004年10月13日）
- レコメン!（文化放送）- ゲスト（2004年10月13日、2005年6月7日）
- ミュージックスクエア（NHK-FM）- ゲスト（2004年10月14日、2005年6月9日、2006年2月2日、10月10日）
- NOW HITS STREET（BAY FM）- コメント出演（2004年10月18日 - 22日）
- Paraiso Omelette（FM PORT）- コメント出演（2004年10月25日 - 29日）
- WEEKLY NACK5（NACK5）- ゲスト（2004年10月25日、2005年6月6日、11月21日）
- 若狭敬一のワカサギ（CBCラジオ） - ゲスト（2004年10月27日）
- RIVERSIDE DAYLIGHT（FM OSAKA）- ゲスト（2004年10月27日）
- e-PLANETS（Date FM）- ゲスト（2004年10月27日、2006年2月7日）
- DoCoMo Hits from the heart（TOKYO FM）- ゲスト（2004年10月30日）
- TALKING BEAT（東北放送、2004年11月6日、13日、20日、27日）
- Shake Beats（Date FM、2004年11月6日）
- Fayray My HOURGLASS（AIR-G、2004年11月7日）
- サンデースペシャル Fayray HOURGLASS（FM FUKUOKA、2004年11月7日）
- イッツ・ミー（AIR-G）- コメント出演（2004年10月30日、31日、2005年7月23日、24日）
- POWER STUDIO FROM FUJI（FM-FUJI）- 『COVERS』特集（2005年5月26日）
- The Nutty Radio Show 鬼玉（NACK5）- ゲスト（2005年6月13日）
- R（AIR-G、2005年6月14日）
- MOOTH DAYLIGHT（FM Nouth Wave、2005年6月15日）
- Be-POP（Date FM、2005年6月16日、2006年2月7日）
- オリックスマイカーリース present TOKYO FM サタデースペシャル アンプラグド Live in MARUCUBE（TOKYO FM、2005年6月18日）
- B-Style★（FM山形、2005年6月22日）
- MAX WAVESCAPE（FM岩手）- コメント出演（2005年6月22日）
- イキナリ! - コメント出演（東北放送、2005年6月23日）
- TENJIN APRES-MIDI（CROSS FM、2005年6月24日）
- Daytime Gang!（天神FM、2005年6月24日、7月27日）
- BUTCH COUNTDOWN RADIO（FM FUKUOKA、2005年6月24日）
- キャラメルポケット（K-MIX、2005年6月27日）
- Evening-i（Radio-i、2005年6月27日、2006年1月26日）
- RADIO DRIVE（ZIP-FM）- ゲスト（2005年6月28日）
- おひるネットステーション（FM滋賀、2005年6月30日、2006年2月1日）
- LOVE FLAP～Summer Special～（FM OSAKA、2005年6月30日）
- かんさい”e”スクエア（NHK大阪、2005年6月30日、2006年2月3日）
- 石田協子のSonic Junction（FM三重、2005年7月2日）
- K-MIX Radio the Boom!（K-MIX）- コメント出演（2005年7月7日）
- It's DA Freestyle（FM秋田、2005年7月7日）
- Good Afternoon Music（東北放送）- コメント出演（2005年7月11日 - 7月15日）
- Back Stage Pass（東北放送）- ゲスト（2005年7月18日）
- ラジオ試聴室（天神FM）- コメント出演（2005年7月20日）
- KING OF SUNDAY（FM FUKUOKA）- コメント出演（2005年7月24日、2006年1月29日）
- so good!（TOKYO FM、2005年11月21日）
- 6Sense（TOKYO FM、2005年11月23日）
- テリー伊藤のってけラジオ（ニッポン放送）- ゲスト（2005年11月25日）
- OMOTESANDO BREEZE（InterFM、2005年11月28日）
- tokyo twenty-four living（TOKYO FM、2005年12月3日）
- 柴田玲のSUPREME（TOKYO FM）- ゲスト（2005年12月7日）
- ANNAのHAPPY-GO-LUCKY（TOKYO FM）- ゲスト（2005年12月7日）
- It's Cool Style（Date FM）- 公開録音ライブ（2005年12月18日、25日）
- 公開録音ライブ（FM岩手、2005年12月22日）
- 公開録音ライブ（Date FM、2005年12月25日）
- MARIVE TIME & STYLE（BAY FM、2006年1月3日）
- DOCOMO Hits from the Heart（TOKYO FM、2006年1月14日）
- 森永乳業presents 川村結花のヒーリング・ヴィーナス（TOKYO FM、2006年1月15日）
- POP UP SUNDAY（FM FUJI、2006年1月15日）
- CATEGORY T.T.（CROSS FM）- ゲスト（2006年1月18日）
- SUPER RADIO MONSTER ラジ★ゴン（FM FUKUOKA）- ゲスト（2006年1月19日）
- Park Side Cafe（天神FM）- ゲスト（2006年1月19日）
- Stylish Life（LOVE FM）- ゲスト（2006年1月19日）
- 庄司悟のリクエスト魂（広島FM）- ゲスト（2006年1月20日）
- SUNMALL LIVE ON RADIO（広島FM）- ゲスト（2006年1月21日）
- Fayray SPECIAL “光と影"（FM AICHI、2006年1月21日）
- Reco（TOKYO FM、2006年1月22日）
- WEST WAVE（広島P-station）- コメント出演（2006年1月23日 - 27日）
- COCOLAVA（FM横浜）- （2006年1月24日）
- SOUND SPLASH（FM新潟、2006年1月25日、2月24日）
- HYPER LOTS（FM新潟、2006年1月25日）
- モーニングジャム（FM FUKUOKA、2006年1月25日）
- ラブ・オンライン（FM AICHI）- ゲスト（2006年1月26日）
- サンデーミュージックカウントダウン（KBCラジオ、2006年1月29日）
- 恋するメロディ～君と僕のミュージックボイス～（中国放送、2006年1月29日）
- さゆりんの音楽楽園（CBCラジオ、2006年1月31日）
- La Vita Vivace（AIR-G'、2006年1月31日）
- AIR-G' Morning Pax（AIR-G'、2006年1月31日）
- ベストテンほっかいどう（HBCラジオ、2006年1月31日）
- NORTH WAVE SMOOTH DELIGHT（FM North Wave、2006年1月31日）
- 秘密の音園（中国放送、2006年2月1日）
- MUSIC SOLEIL LUNCHTIME SATELLITE（広島FM、2006年2月2日）
- さなえの100%ビタミンK（ラジオ関西）- ゲスト（2006年2月2日）
- Kiss MUSIC PRESENTER（Kiss FM KOBE）- ゲスト（2006年2月2日）
- REQ JAM（USEN）- ゲスト（2006年2月2日）
- BAYSIDE WINDS（FM COCOLO）- ゲスト（2006年2月3日）
- Brand New Catch（FM新潟、2006年2月4日）
- ちづの"色"～Chizu TYPE～（FM COCOLO、2006年2月5日）
- 木谷美帆のレイクサイドモーニング77（FM滋賀、2006年2月7日）
- BRIGHT MUSIC（Date FM、2006年2月7日）
- ハッピーアイランド（エフエム沖縄、2006年2月9日）
- チャットステーションL（ラジオ沖縄、2006年2月9日）
- FUNKY JAMS 802（FM802、2006年2月9日）
- Groobug（ラジオ沖縄、2006年2月10日）
- @BBS（琉球放送）- ゲスト（2006年2月10日）
- α-DAYLIGHT CALL（α-station、2006年2月11日）
- サンデースペシャル FAYRAY 光と影（FM FUKUOKA、2006年2月12日）
- DO YOU SUNDAY（ラジオ関西、2006年2月12日）
- MUSIC COASTER（FM OSAKA、2006年2月14日）
- ナニワ音楽ショウ（MBSラジオ、2006年2月15日）
- 山葵宴（琉球放送、2006年2月16日）
- ラジオマガジン プレイランド・シガ（FM滋賀、2006年2月17日）
- DO B FRIDAY（FM North Wave、2006年2月17日）
- MUSIC VOICE（広島FM、2006年2月17日）
- Sound of Life（Date FM、2006年2月18日）
- J'S ROOM（TBCラジオ、2006年2月18日）
- Shake Beats（Date FM、2006年2月18日）
- KBCミュージックスナップ（KBCラジオ、2006年2月19日）
- 気ままにウィークリー（ラジオ沖縄、2006年2月21日）
- MEGA☆ROCKS（Date FM、2006年2月21日）
- U-WIDE「ZOOM」（USEN、2006年3月13日 - 19日）
- LOVE LOVE LIVE（TBCラジオ、2006年3月10日、17日）
- マイフレンドフォーエヴァー（ラジオ沖縄、2006年3月17日）

### 雑誌・新聞
- H（ロッキング・オン、1999年1月31日、2001年10月31日、2002年2月28日、4月30日、10月31日、2003年2月28日）
- 日経エンタテインメント!（日経BP社、1999年3月4日、5月4日、2001年4月4日）
- 月刊歌謡曲（ブティック社、1999年4月24日、2002年4月24日）
- SPA!（扶桑社）
  - インタビュー（1999年5月26日）
  - 表紙（2000年9月20日）
- KB SPECIAL（リットーミュージック、1999年7月15日）
- CREA（文藝春秋、1999年8月7日、2002年1月7日）
- オリコン・ウィーク・ザ・一番（オリコン、1999年10月25日、2000年8月31日）
- PATi PATi（ソニー・マガジンズ、1999年11月9日）
- Cut（ロッキング・オン、1999年11月19日、2003年3月19日）
- ザ・テレビジョン（KADOKAWA）- インタビュー（2000年2月23日、9月12日）
- Telepal f（小学館、2000年3月18日）
- BS fan・FM fan（共同通信社、2000年3月頃）
- ピチレモン（学研プラス、2000年3月頃）
- Mannish（双葉社）- インタビュー（2000年4月22日、9月22日）
- 横浜ウォーカー（KADOKAWA、2000年8月1日）
- ダ・ヴィンチ（KADOKAWA、2000年8月6日、2002年2月6日）
- 1 GENDER（アスキー）- インタビュー（2000年8月25日）
- MONIQUE（実業之日本社、2000年8月28日、2002年4月26日）
- TV LIFE（ワン・パブリッシング、2000年8月30日、2002年7月21日）
- ミュージック・ライフ（シンコーミュージック・エンタテイメント、2000年9月10日）
- マンスリーよしもと（吉本興業、2000年9月1日、2003年2月1日）
- CDでーた（KADOKAWA）
  - インタビュー（2000年9月5日、2001年3月20日、5月20日、10月5日、2002年2月20日、5月5日、2003年2月5日）
  - 連載（2002年8月20日、9月20日、10月20日、11月20日、12月20日）
- TVぴあ（ぴあ、2000年9月6日）
- JUNON（主婦と生活社）- インタビュー（2000年9月22日、2002年3月23日）
- 歌BON（主婦と生活社）- インタビュー（2000年9月24日、2001年10月23日、2002年4月23日、10月24日）
- GIRL HITS!（学習研究社）- インタビュー（2000年9月30日、2001年3月28日、5月28日、9月29日、2002年3月28日、7月28日）
- 北海道新聞（2000年9月、2002年7月）
- 道新スポーツ（2000年9月、2002年7月）
- WHAT's IN?（エムオン・エンタテインメント、2001年3月14日、5月14日、10月14日、2002年2月14日、4月14日、7月14日、10月14日、2003年1月13日、2月14日）
- BARFOUT!（幻冬舎）
  - インタビュー（2001年3月17日、10月17日、2002年2月17日、4月17日、7月17日、10月16日、2003年2月17日、2004年3月17日、5月17日、10月17日、2005年6月17日、2006年1月17日、2009年1月19日）
  - 「縁と円」連載（2007年9月17日 - 2009年1月17日）
- CD HITS!（学習研究社、2001年3月20日、5月20日、10月20日、2002年2月20日、4月20日、7月20日、9月20日）
- Weeklyぴあ（ぴあ）- インタビュー（2001年3月26日、2005年7月28日）
- Oz Magazine（スターツ出版、2001年3月26日）
- 週刊TVガイド（東京ニュース通信社、2001年3月28日）
- GQ JAPAN（コンデナスト・ジャパン、2001年5月6日、2002年7月7日）
- FAMIEE（北海道限定、2001年9月1日、2002年9月1日）
- Ray（主婦の友社、2001年5月23日、9月23日）
- GiRLPOP（エムオン・エンタテインメント、2001年9月30日、2002年5月30日、9月30日）
- Beat Freak（エイベックス、2001年9月30日、2002年4月30日、9月30日）
- ウィークリー・オリコン（オリコン、2001年10月11日、2002年2月21日、5月9日、7月19日、9月19日、10月3日、2004年3月18日、3月25日、5月27日）
- ROCKIN'ON JAPAN（ロッキング・オン、2001年10月16日、2002年5月10日）
- HMVミュージックマスター（HMV、2001年10月25日）
- エスクァイア（UPU、2001年10月27日）
- an・an（マガジンハウス、2001年11月6日、2002年5月8日、10月16日）
- Gainer（光文社、2001年11月10日）
- 東京カレンダー（東京カレンダー、2002年1月22日）
- Happie（大洋図書、2002年2月16日）
- Soup（ジェイ・インターナショナル、2002年2月20日）
- Life Size Magazine（トランスメディア、2002年3月8日）
- GET ON!（学習研究社、2002年3月12日）
- メガヒット新世代 AV～MEGA HIT NEW AGE AUDIO VISUAL～（2002年3月28日）
- アジール - 表紙（2002年4月12日）
- デューダ（パーソルキャリア）- 表紙 & インタビュー（2002年4月17日）
- ソングコング（ソニー・マガジンズ、2002年4月23日、9月24日）
- Seventeen（集英社、2002年5月1日）
- mina（主婦の友社、2002年5月5日）
- sweet（宝島社）
  - インタビュー（2002年5月12日、2003年2月12日、2004年10月12日）
  - 連載（2002年8月12日、9月12日、10月12日、11月12日、12月12日）
  - PICK UP!9ARTIST（フリーペーパー、2005年7月12日）
- dish（枻出版社、2002年7月4日）
- non-no（集英社、2002年7月5日）
- くりくり（毎日新聞出版、2002年7月15日）
- ザッピィ（リクルート、2002年7月19日、2003年2月19日）
- Begin（世界文化社、2002年7月23日）
- ViVi（講談社、2002年7月23日）
- GINZA（マガジンハウス、2002年8月12日）
- SPY MASTER（福岡県限定、2002年8月23日）
- パーチャス（2002年8月25日）
- with（講談社、2002年9月28日、2004年5月28日）
- 流行歌信（2002年10月27日、2003年1月27日）
- CanCam（小学館、2003年1月23日）
- 週刊アスキー（アスキー、2003年2月18日）
- vita（ベストセラーズ、2003年2月23日）
- Yahoo!BBマガジン（Yahoo!、2003年3月18日）
- キャンパス・スコープ（読売新聞社、2003年4月）
- サンデー毎日 - 表紙（毎日新聞出版、2003年4月15日）
- BREaTH（ソニー・マガジンズ、2004年3月15日、5月15日）
- J-groove magazine（ジェイロックマガジン社、2004年3月27日、5月27日、10月27日）
- SPRiNG（宝島社、2004年4月23日）
- TVnavi（産経新聞出版、2004年5月24日）
- attiva（徳間書店、2004年5月28日）
- NYLON JAPAN（カエルム、2004年5月28日、10月28日）
- Metropolitana（産経新聞社、2004年10月10日）
- Ultimate Beauty（2004年10月20日）
- ケリー（東海限定、2004年10月23日）
- チーク（東海限定、2004年10月23日）
- キーボード・マガジン（リットーミュージック、2004年10月30日）
- In Red（宝島社）-「Fayray The best of times is now!～いまを楽しく生きるヒント～」連載（2005年3月7日、4月7日、5月7日、6月7日、7月7日、8月6日）
- 読売新聞（夕刊・東京版）- 「FayrayのLove the Life you Live」連載（2005年4月16日、5月14日、6月11日、7月9日、8月6日）
- ADILB（スイングジャーナル社）- インタビュー（2005年5月19日）
- SKY CHANNEL（ANA）- インタビュー（2005年6月号）
- R&R Newsmaker（ビクターエンタテインメント）- インタビュー（2005年6月2日）
- STUDIO VOICE - インタビュー（INFASパブリケーションズ、2005年6月6日）
- 日経ウーマン（日経BP社）- インタビュー（2005年6月8日）
- ORICON STYLE（オリコン）- インタビュー（2005年6月10日）
- 月刊SONGS（ドレミ楽譜出版社）- インタビュー（2005年6月15日）
- SWITCH（スイッチ・パプリッシング）- インタビュー（2005年6月20日）
- 産経新聞（東京・大阪版）- インタビュー（2005年7月3日）
- BACK BEAT（2005年7月5日）
- 中日スポーツ（名古屋版）（2005年7月6日）
- Flying Postman Press Sendai（東北限定）- インタビュー（2005年7月20日）
- S-Style（東北限定）- インタビュー（2005年7月20日）
- Nasse（九州限定）- インタビュー（2005年7月25日）
- スポーツ報知 - ライブレポート（2005年8月13日）
- デイリースポーツ - ライブレポート（2005年8月13日）
- スポーツニッポン - ライブレポート（2005年8月13日）
- サンケイスポーツ - ライブレポート（2005年8月13日）

### その他
- プロデュースダイアモンド「PD」- プロデューサー（2001年10月 - 2003年2月）
- ファミリーマート - 店内放送（2002年10月3日）
- ANA - 機内スペシャルプログラム「Fayrayスペシャル」（国内線：2005年6月1日 - 6月30日、国際線：6月1日 - 7月31日）
- GALANTE（SEIKO） - イメージモデル（2007年6月）